# Cesar Sempere
Pour les articles homonymes, voir Sempere.

a Compétitions nationales et continentales officielles uniquement.

b Matchs officiels uniquement.
Dernière mise à jour le 14 Mai 2024.
César Sempere Padilla, né le 26 mai 1984 à La Vila Joiosa (Communauté valencienne), est un joueur de rugby à XV espagnol. Il joue en équipe d'Espagne et évolue au poste d'ouvreur ou arrière.
En novembre 2009, il est sélectionné avec l'équipe XV Europe pour affronter les Barbarians français  au Stade Roi Baudouin à Bruxelles à l'occasion du 75e anniversaire de la FIRA – Association européenne de rugby. Les Baa-Baas l'emportent 26 à 39.

## Carrière

### En club professionnel
- Leicester Tigers (été 2006)

Auteur de bonnes performances avec son club du Cetransa El Salvador, Cesar est pris à l'essai à Leicester, il jouera 2 matchs amicaux dont un face au Castres olympique. Malheureusement, il est barré par Geordan Murphy, Sam Vesty, Andy Goode ou encore Paul Burke. Voyant qu'il n'aurait que très peu de temps de jeu, il décide de revenir en Espagne et signe dans le club madrilène du CRC Madrid.
- Montpellier Hérault rugby (de février 2010 à juin 2010)

Repéré par les dirigeants montpellierains grâce à ses performances en Challenge Européen avec l'Olympus XV Madrid, Cesar Sempere signe un contrat de 6 mois avec le club héraultais pour pallier les absences cumulées de Benoît Paillaugue (blessé) et François Trinh-Duc (sélectionné par l'équipe de France).
- Nottingham RFC (de juillet 2010 à juin 2011)

- Northampton Saints (depuis juillet 2011)

### En province
- Gatos de Madrid (2009)

Cesar est sélectionné par la province madrilène pour jouer la Liga Superiberica, première compétition professionnelle de rugby en Espagne. Son équipe remportera la première édition de la Liga Superiberica.
- Olympus XV Madrid (2009-2010)

L'Olympus XV Madrid est le nom de l'équipe de la sélection espagnole qui participe au Challenge européen. Sélectionné, Sempere dispute 5 matchs et se fait remarquer par les dirigeants du Montpellier HR avec qui il signera un contrat de 6 mois quelques semaines plus tard.

### En club semi-pro
- CR La Vila (2002-2004)
- Cetransa El Salvador (2004-2006)
- CRC Madrid (2006-2009)

### En équipe nationale
32 sélections avec l'Équipe d'Espagne de rugby à XV, 118 points (22 essais, 1 transformation, 2 drops)
sélections par années : 1 en 2004, 6 en 2005, 8 en 2006, 8 en 2007, 6 en 2008, 3 en 2009, 1 en 2010.

## Palmarès

### En club
Cetransa El Salvador
- - Vainqueur de la Coupe du Roi en 2005 et 2006

CRC Madrid
- - Vainqueur du Championnat d'Espagne de rugby à XV en 2009
  - Vainqueur de la Coupe du Roi en 2008 et 2009

Gatos de Madrid
- - Vainqueur de la Liga Superiberica en 2009